# Bolaños de Calatrava
Bolaños de Calatrava è un comune spagnolo di 12 001 abitanti situato nella comunità autonoma di Castiglia-La Mancia.
A Bolaños si celebra uno dei pellegrinaggi più popolari in Spagna in onore di Nostra Signora del Monte.